# Joan Alegret i Llorens
Joan Alegret i Llorens   (Canet de Mar, 1941 - Calella, 26 d'octubre de 2021) va ser un filòleg, traductor, crític literari i catedràtic d'universitat català. Va ser catedràtic i professor de la Universitat de Barcelona entre 1968 i 1979 i de la Universitat de les Illes Balears de 1979 a 2011, quan va passar a ser catedràtic emèrit, després de la seva jubilació.
Va investigar totes les èpoques de la literatura catalana i també es va interessar pel comentari de text, la relació entre literatura i horòscop, l'estudi del tanka, i la traducció i creació de poesia.
També va formar part de l'Ateneu Barcelonès i de la Universitat Catalana d'Estiu i també va ser secretari redactor del Diccionari de literatura catalana i crític de la novel·la a El Pont (1969-73) i de teatre a Presència (1976-78).